# 瓦西里·布洛欣
瓦西里·米哈伊洛维奇·布洛欣（俄語：Васи́лий Миха́йлович Блохи́н，1895年1月19日—1955年2月3日），苏联军官、特务，少将军衔。他在大清洗期间担任内务人民委员部的首席行刑员。
布洛欣原为俄罗斯帝国陆军的军人，后来在1921年3月加入契卡。他生性好斗，而且因为善于使用暗杀、酷刑、胁迫和秘密处决而获得约瑟夫·斯大林的欣赏。斯大林掌权后，他被调到卢比扬卡大楼，提拔到领导岗位，后来在六年时间内得到晋升，最后成为内务人民委员部的首席行刑员。他的拷问手段非常残酷，令人最为畏惧。在大清洗的血腥镇压中他扮演重要角色，他和他的手下曾杀死了828,000人，其中莫斯科审判中受审的老布尔什维克，以及红军著名元帅图哈切夫斯基、卡廷大屠殺中的大部分波蘭公民都是被他亲手杀死的。除此之外，他的两位原先的上司亨里希·雅戈达和尼古拉·叶若夫也是死于他的枪下。布洛欣在1937年獲得榮譽勳章 (蘇聯)，1940年布洛欣參與卡廷大屠殺，事後因功被授予紅旗勳章。 。
1953年，斯大林死去後，他被勒令退休。但贝利亚仍在公开场合称赞他的“无可指责的服务”。然而同年6月贝利亚倒台，在赫鲁晓夫主导的去斯大林化运动中，布洛欣被剥夺军衔。此后，他开始酗酒并且精神失常。1955年死去，按官方说法他死于自杀。

### 内文引用
1. ↑  Edwards, Robert. "Vasili Blokhin （页面存档备份，存于）". Find A Grave. Retrieved on 2011-02-08.
2. 1 2 3 4  Montefiore 2005, p. 198
3. 1 2  Parrish 1996, pp. 324–5.
4. ↑  David Remnick. . Random House Digital, Inc. 1994: 6–7  [29 April 2012]. ISBN 978-0-679-75125-0. （原始内容存档于2020-08-30）.
5. ↑  Roman Brackman. . Taylor & Francis. 1 May 2003: 287–  [29 April 2012]. ISBN 978-0-7146-8402-4. （原始内容存档于2020-09-18）.
6. ↑  Simon Sebag Montefiore. . Random House Digital, Inc. 13 September 2005: 198–  [29 April 2012]. ISBN 978-1-4000-7678-9. （原始内容存档于2020-09-29）.
7. ↑  Palet, Laura Secorun. . OZY. January 25, 2015  [February 6, 2015]. （原始内容存档于2016-03-03）.

### 文獻
- Brackman, Roman. . Routledge. 2003: 287  [2019-12-15]. ISBN 0-7146-8402-3. （原始内容存档于2020-09-18）.
- Cummins, Joseph. . Fair Winds. 2009: 176–7  [2019-12-15]. ISBN 1-59233-402-4. （原始内容存档于2021-03-03）.
- Glenday, Craig. . Random House Digital. 2010  [2019-12-15]. ISBN 0-553-59337-4. （原始内容存档于2020-09-27）.
- Montefiore, Simon Sebag. . New York: Vintage Books. 2005  [2010-01-10]. ISBN 978-1-4000-7678-9. （原始内容存档于2011-06-04）.
- Parrish, Michael. . Westport, CT: Praeger Press. 1996  [2019-12-15]. ISBN 0-275-95113-8. （原始内容存档于2021-04-14）.
- Rayfield, Donald. . New York: Random House. 2005  [2019-12-15]. ISBN 0-375-75771-6. （原始内容存档于2013-12-03）.
- Remnick, David. . New York: Vintage Books. 1994  [2019-12-15]. ISBN 0-679-75125-4. （原始内容存档于2021-04-02）.
- Sanford, George. . Routledge. 2005  [2019-12-15]. ISBN 0-415-33873-5. （原始内容存档于2020-10-01）.